# Titularbistum Arena
Das Bistum Arena (lateinisch Dioecesis Arenensis) ist ein Titularbistum der römisch-katholischen Kirche.
Es geht zurück auf einen untergegangenen Bischofssitz in der gleichnamigen antiken Stadt, die in der römischen Provinz Mauretania Caesariensis (heute nördliches Algerien) lag.
| Titularbischöfe von Arena |                         |                                                     |                    |                  |
| Nr.                       | Name                    | Amt                                                 | von                | bis              |
| 1                         | Luís António de Almeida | emeritierter Bischof in Bragança-Miranda (Portugal) | 4. Oktober 1935    | 19. April 1941   |
| 2                         | Joseph-Conrad Chaumont  | Weihbischof in Montréal (Kanada)                    | 28. Juni 1941      | 8. Oktober 1966  |
| 3                         | György Zemplén OCist    | Weihbischof in Esztergom (Ungarn)                   | 10. Januar 1969    | 29. März 1973    |
| 4                         | Roger-Émile Aubry CSsR  | Apostolischer Vikar von Reyes (Bolivien)            | 14. Juni 1973      | 19. Februar 2010 |
| 5                         | Mário Antônio da Silva  | Weihbischof in Manaus (Brasilien)                   | 9. Juni 2010       | 22. Juni 2016    |
| 6                         | Louis Corriveau         | Weihbischof in Québec (Kanada)                      | 25. Oktober 2016   | 21. Mai 2019     |
| 7                         | Jorge Pierozan          | Weihbischof in São Paulo (Brasilien)                | 24. Juli 2019      | 22. Juni 2024    |
| 8                         | Stephan Lipke           | Weihbischof in Nowosibirsk (Russland)               | 12. September 2024 |                  |